# Tokyo MX
Tokyo Metropolitan Television (東京メトロポリタンテレビジョン株式会社 Tōkyō Metoroporitan Terebijon Kabushiki Gaisha?), más conocido como Tokyo MX o por su indicativo JOMX-DTV, es un canal de televisión japonés cuya zona de transmisión es el área del Gran Tokio. Forma parte de la Asociación Japonesa de Estaciones Independientes de Televisión.

## Historia
El canal comenzó sus emisiones el 1 de noviembre de 1995 bajo la marca MX-TV, utilizando el indicativo JOMX-TV. En el momento de su lanzamiento era el sexto canal de televisión existente en el área metropolitana de Tokio. A diferencia de sus rivales, que forman parte de las principales cadenas nacionales, este canal no pertenecía a ninguna red difusora y tenía limitada su área de transmisión.
Desde su fundación, el máximo accionista ha sido la emisora de radio Tokyo FM. El grupo cuenta con una participación accionarial del gobierno metropolitano de Tokio, pero la mayoría del capital es privado
En 2006, el canal se mudó a unas nuevas instalaciones en el barrio de Chiyoda y pasó a llamarse Tokyo MX, con una renovada imagen corporativa diseñada por Takashi Murakami. Las emisiones analógicas cesaron el 24 de julio de 2011.

## Servicios
Desde 2014, Tokyo MX gestiona dos señales de televisión:
- Tokyo MX1 — informativos, entretenimiento, anime y deportes.
- Tokyo MX2 — espacios de servicio público, retransmisiones en directo y programación infantil.

## Programación
La programación de Tokyo MX está enfocada a todos los públicos. Al emitir solo para el área del Gran Tokio, está centrada en información local y ofrece ruedas de prensa del gobierno metropolitano. No obstante, también cuenta con un amplio catálogo de espacios adquiridos o producidos por la Asociación Japonesa de Estaciones Independientes.